# Мир (Вареш)
Мир је насељено мјесто у општини Вареш, Босна и Херцеговина.

## Становништво
|             | 2013.       | 1991.        |
| Укупно      | 22 (100,0%) | 153 (100,0%) |
| Хрвати      | 18 (81,82%) | 153 (100,0%) |
| Бошњаци     | 4 (18,18%)  | 0 (0,000%)1  |
| Срби        | –           | 0 (0,000%)   |
| Југословени | –           | 0 (0,000%)   |

1. 1 На пописима од 1971. до 1991. Бошњаци су пописивани углавном као Муслимани.